# Înghețată
Înghețata este un desert rece creat din produse lactate, cum ar fi laptele și smântâna, combinate cu asezonare și îndulcitori precum zahărul. Această mixtură este creată încet la rece pentru a preveni formarea cristalelor de gheață, acest lucru rezultând o înghețată neted structurată. 

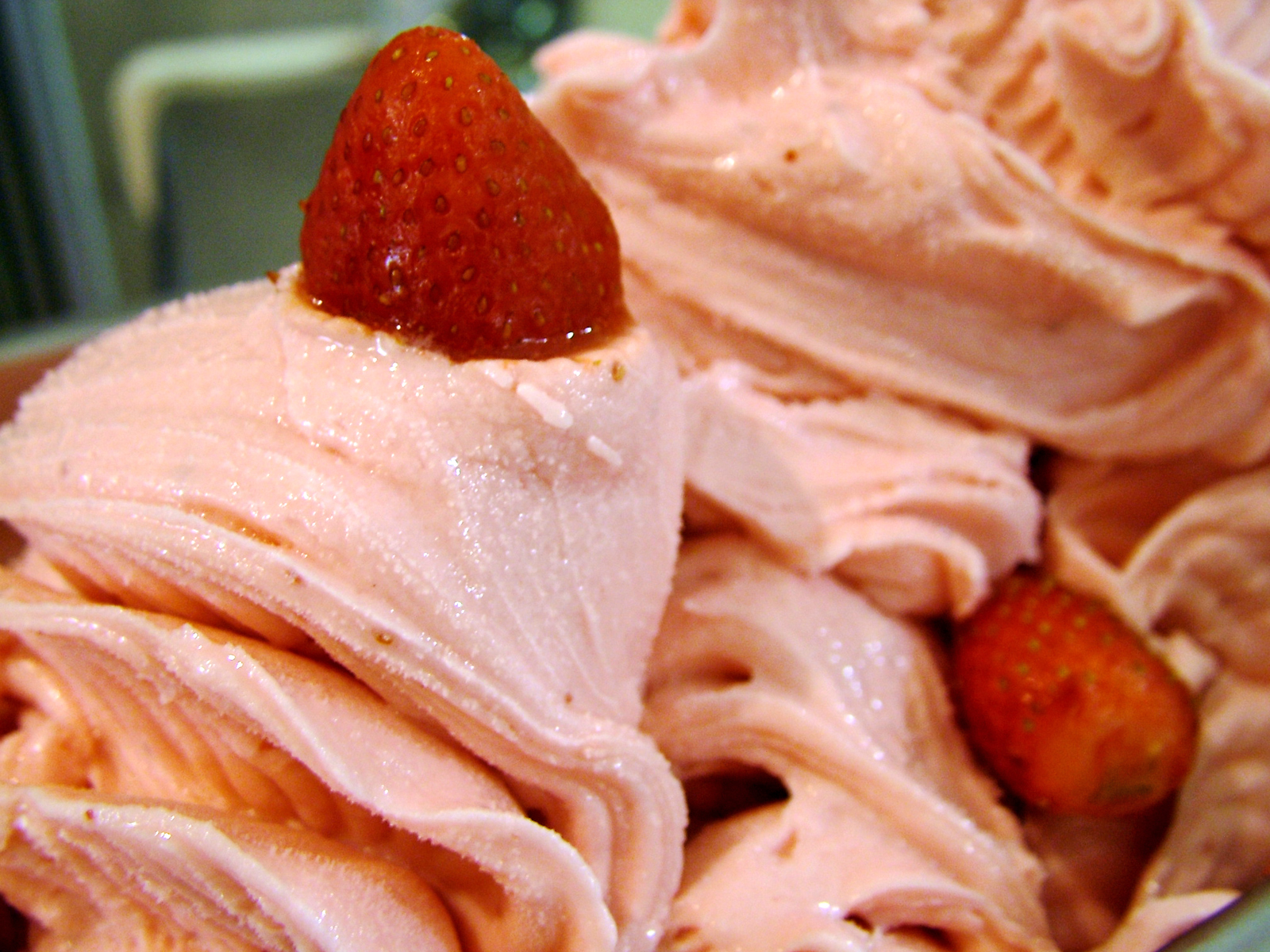
Înghețată cu căpșuni

Aceste ingrediente alături de aerul întrodus în timpul procesului de amestecare (tehnic numită trecerea peste nivel) creează înghețata. În general, înghețatele mai ieftine conțin ingrediente mai slabe (de exemplu, vanilia naturală este înlocuită cu cea artificială), și mai mult aer este introdus, câteodată chiar și 50% din volumul final. Înghețatele produse artizanal, de obicei conțin foarte puțin aer, însă este necesar puțin pentru a produce țesutul cremos caracteristic al produsului.
Cele mai fine înghețate conțin între 3% și 15% aer. Majoritatea înghețatelor sunt vândute după volum și este economic avantajos pentru producători să reducă densitatea produsului pentru a putea reduce prețurile. Înghețata poate fi de asemenea ambalată și vândută după greutate. Folosirea stabilizatoarelor mai degrabă decât crema și introducerea aerului pentru a diminua grăsimea și conținutul vigoros al înghețatelor mai ieftine, făcându-le pe acestea mai atrăgătoare pentru cei care țin dietă.
Deserturi similare reci au fost dezvoltate pentru oameni cu nevoi speciale dietetice, și pentru cei cu alergie de lapte, intoleranța lactatelor și pentru vegetarieni, sau pentru oameni cu restricții în religie precum iudeii (iudeii au o dietă regulată strictă în legătură cu produsele lactate, acest lucru duce la înghețata vegetariană fiind acceptabilă, după aprobarea unui rabin), deseori numită înghețată vegetariană sau înghețată fără produse lactate pe pachetul produsului, substituind ingrediente nelactate (lapte de nucă de cocos, lapte de orez, lapte de soia, iaurt de soia, cremă de ovăz, cremă de soia) în locul produselor lactate și cremei.

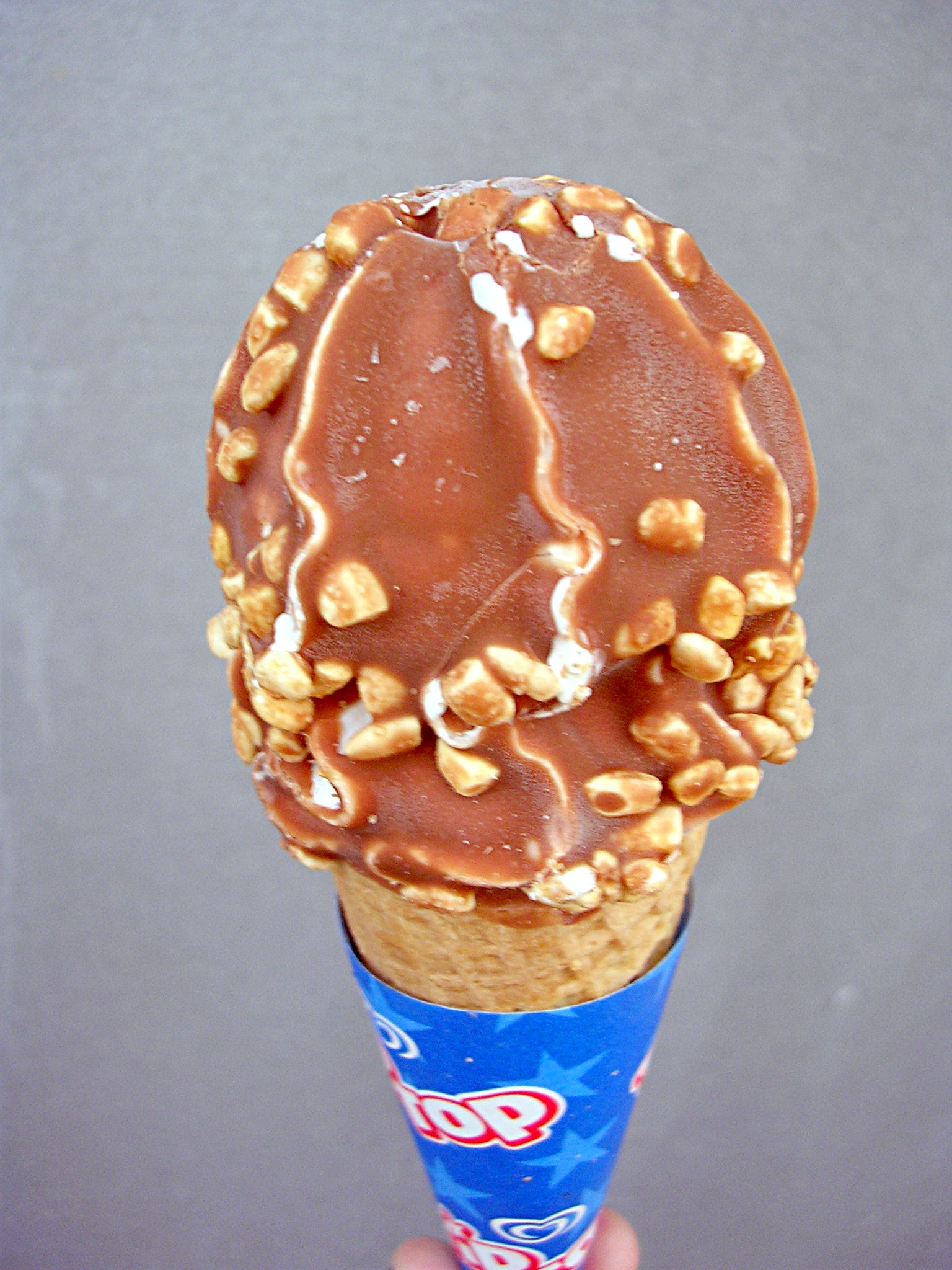
Îngețată la cornet

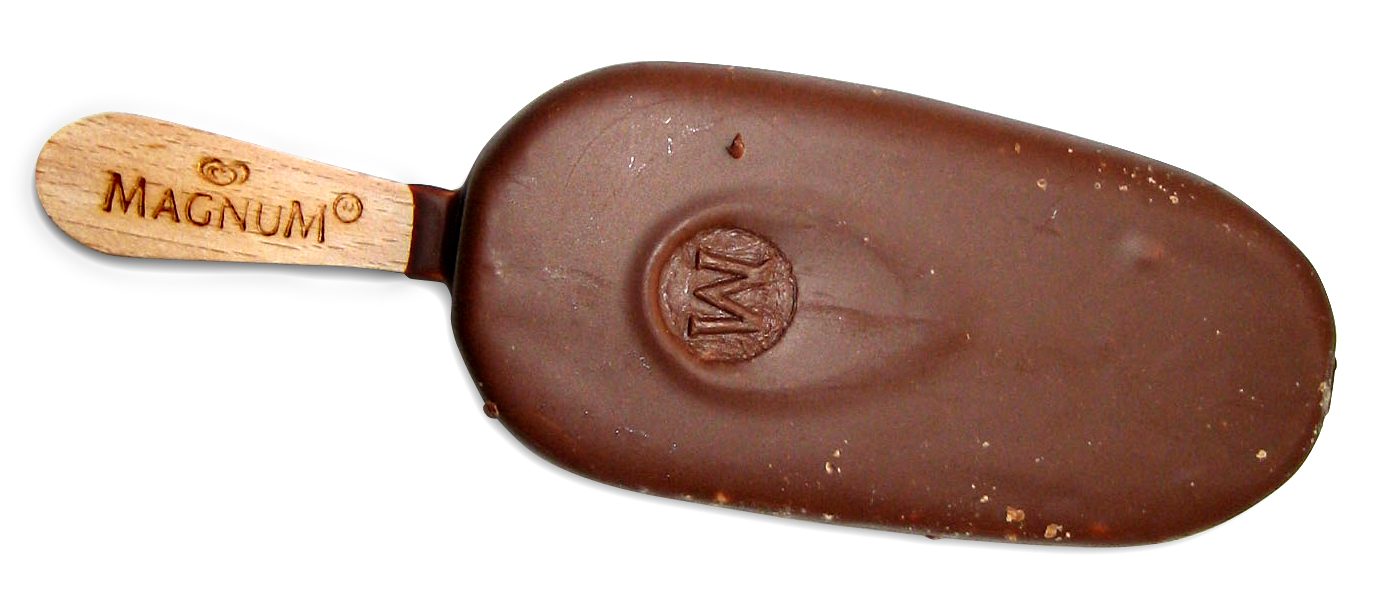
Înghețată pe băț

De asemenea, termenul de „înghețată” este câteodată folosit pentru sensul de deserturi și snacks-uri în general, iar în unele țări este legal rezervat pentru deserturi înghețate și snacks-uri create cu un procent înalt de lapte gras. Crema înghețată, iaurtul înghețat, sobre și gelato, și alte produse similare sunt de obicei informatoare sub numele de „înghețată”, însă guvernele în general potrivesc termeni de folosință comercială bazată pe cantități și ingrediente.
Denumirea standard federală (Nord americană) a înghețatei, necesită conținutul a cel puțin 10% lapte gras (aproximativ 7 grame de 1/2 cești de servire) și un total de 20% de lapte praf după greutate. Înghețatele mai rafinate conțin aproximativ 16% lapte gras și poate varia până la 20%. Făina adăugată trebuie identificată pe ambalaj ca fiind fie aromă naturală (exemplu înghețata de zmeură) sau aromă artificială (înghețată aromată cu zmeură).
Înghețata poate fi într-o mare varietate de feluri, de obicei cu aditivi cum ar fi fulgi de ciocolată, sau chipsuri, ornamente cum ar fi ciocolata sau caramela, nucile, fructele și dulciurile. Unele din cele mai folosite feluri de înghețată sunt vanilia ciocolata, căpșuni și vafele (în combinație cu cele trei feluri).